# Sunyer I di Empúries
Sunyer, o Suniario (... – dopo l'850), è stato un nobile franco conte d'Empúries, dall’836 e di Rossiglione, dall’843 sino all'848.

## Origine
Di origine incerta, ma secondo la GENEALOGY.EU era figlio del conte di Carcassonne e Razès, Bello. Quindi era fratello di Sunifredo I (?-849),  conte di Urgell, Cerdagna dall'834 alla sua morte, e poi marchese della marca di Spagna e conte Barcellona, Gerona, Osona e Besalú, e duca di Settimania e conte di Narbona, Béziers e Nîmes dall'844 alla sua morte e di Oliva I (?-837), conte di Carcassonne dall'817 all'837.
Figlio del conte di Tolosa, duca di Narbona e marchese di Gotia, Guglielmo di Gellone (755-812), che era cugino di Carlo Magno, e di Guitberga d'Hornbach († 804), citata nel documento per la fondazione dell'Abbazia di Saint-Guilhem-le-Desert, del dicembre 804.

## Biografia
Di Sunyer si hanno scarse notizie.
Dopo la morte di Berengario il Saggio, Sunyer divenne conte di Empúries.
Nell'841 circa compare come conte Alarico I, che forse aveva estromesso Sunyer dal contado, ma forse più probabilmente era un suo parente (un fratello), che era stato associato al titolo; comunque alla morte di Alarico, nell'844, Sunyer risulta essere nuovamente (unico) conte, come risulta anche da un documento di Carlo il Calvo, re dei Franchi occidentali, da cui le contee catalane dipendevano; il documento, datato 844, e inerente alla Diocesi di Béziers, cita Sunyer ed il fratello, Sunifredo, indicandoli come conti.
Comunque nell'843, Sunyer, dopo che Bernardo di Settimania era caduto in disgrazia presso Carlo il Calvo ed era impegnato, nella difesa di Tolosa, era divenuto anche conte del Rossiglione, confermato l'anno dopo da Carlo il Calvo.
Nell'848, dopo essere stato liberato dalla prigionia, da parte dei Normanni, il figlio di Bernardo, Guglielmo di Settimania, sconfisse suo fratello Sunifredo e si appropriò non solo della contea di Barcellona, ma anche delle altre contee catalane, tra cui quelle di Sunyer.
Sunyer morì non prima dell'850, perché in quella data, Carlo il Calvo, secondo la Diplomata Caroli Calvi, lo cita in un documento di donazione, chiamandolo conte (Suniario dilecto nobis nostro comite).
Dall'850, comunque risulta conte di ambedue le contee, Alerano di Troyes.

## Discendenza
Di Sunyer non si conosce né il nome, né gli ascendenti della moglie. Ma si sa che ebbe almeno due figli:
- Sunyer II (ca. 840 - 915), conte del Rossiglione e conte di Empúries
- Delà ( ? - ca. 894), conte di Empúries

### Fonti primarie
- (LA)  Rerum Gallicarum et Francicarum Scriptores, tomus VIII.

### Letteratura storiografica
- René Poupardin, Ludovico il Pio, in «Storia del mondo medievale», vol. II, 1999, pp. 558–582
- René Poupardin, I regni carolingi (840-918), in «Storia del mondo medievale», vol. II, 1999, pp. 583–635